# Habenaria keyensis
Habenaria keyensis är en orkidéart som beskrevs av Rudolf Schlechter. Habenaria keyensis ingår i släktet Habenaria och familjen orkidéer. Inga underarter finns listade i Catalogue of Life.